# Shellsburg
Shellsburg és una població dels Estats Units a l'estat d'Iowa. Segons el cens del 2000 tenia 938 habitants.

## Demografia
Segons el cens del 2000, Shellsburg tenia 938 habitants, 356 habitatges, i 260 famílies. La densitat de població era de 503 habitants/km².
Dels 356 habitatges en un 36,5% hi vivien nens de menys de 18 anys, en un 63,5% hi vivien parelles casades, en un 5,6% dones solteres, i en un 26,7% no eren unitats familiars. En el 21,9% dels habitatges hi vivien persones soles el 8,4% de les quals corresponia a persones de 65 anys o més que vivien soles. El nombre mitjà de persones vivint en cada habitatge era de 2,57 i el nombre mitjà de persones que vivien en cada família era de 3.
Per edats la població es repartia de la següent manera: un 27,5% tenia menys de 18 anys, un 5% entre 18 i 24, un 33,6% entre 25 i 44, un 20,8% de 45 a 60 i un 13,1% 65 anys o més.
L'edat mediana era de 36 anys. Per cada 100 dones de 18 o més anys hi havia 97,1 homes.
La renda mediana per habitatge era de 41.912 $ i la renda mediana per família de 49.219 $. Els homes tenien una renda mediana de 36.176 $ mentre que les dones 24.250 $. La renda per capita de la població era de 17.352 $. Entorn del 8,1% de les famílies i el 8,3% de la població estaven per davall del llindar de pobresa.

## Poblacions més properes
El següent diagrama mostra les poblacions més properes.